# Tusby kommunvapen

Tusby kommunvapen

Tusby kommunvapen är det heraldiska vapnet för Tusby i det finländska landskapet Nyland. Vapnet ritades av Olof Eriksson och fastställdes 28 januari 1953. Motivet, som härstammar från kommunens historiska figurer, är ett slaglås och en lagerkvist. Låset har tagits från släkten Stålhanes släktvapen och lagerkvisten hänvisar till konstnärssamhällen som verkade i Tusby i början av 1900-talet.

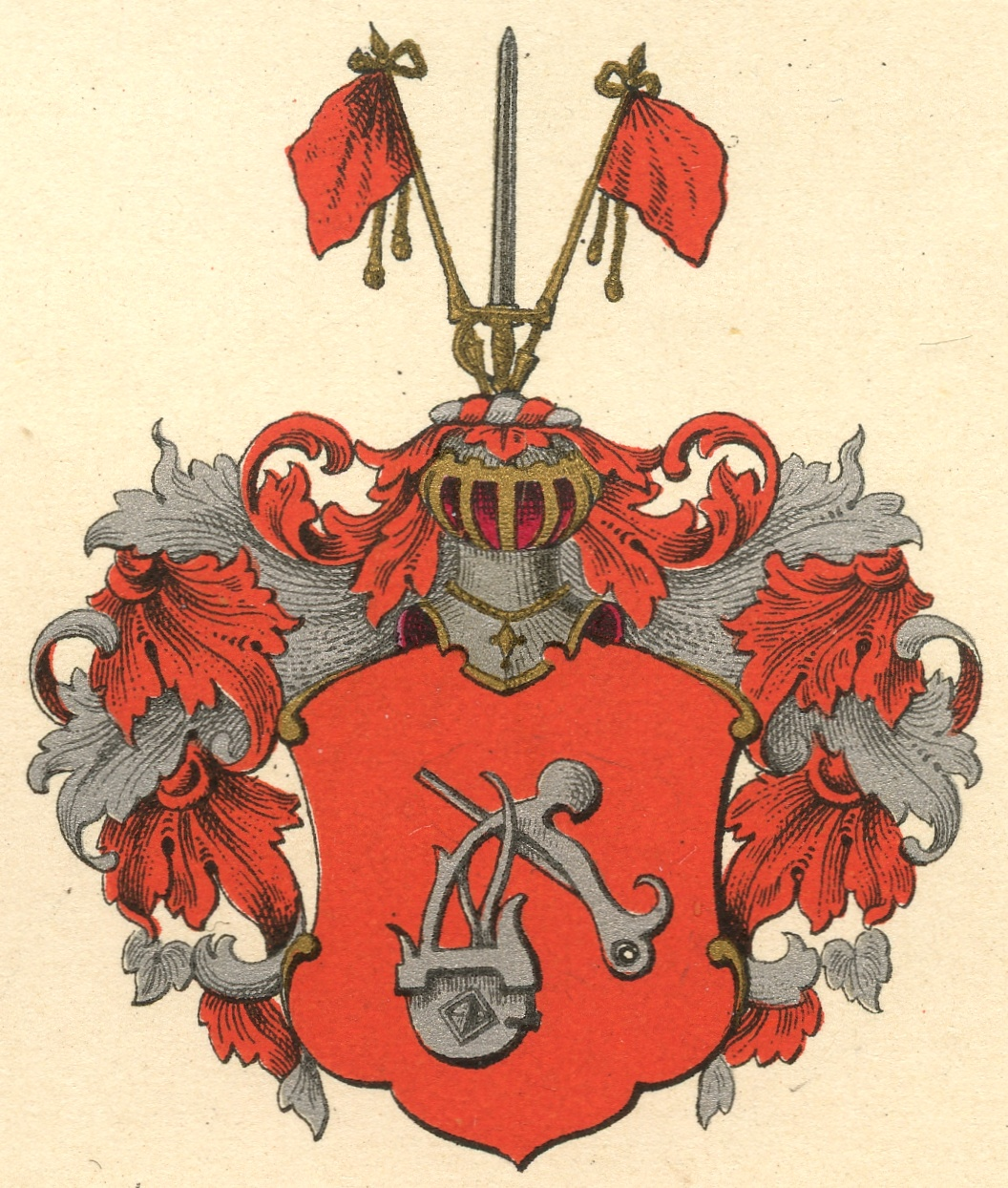
Släkten Stålhanes vapen.
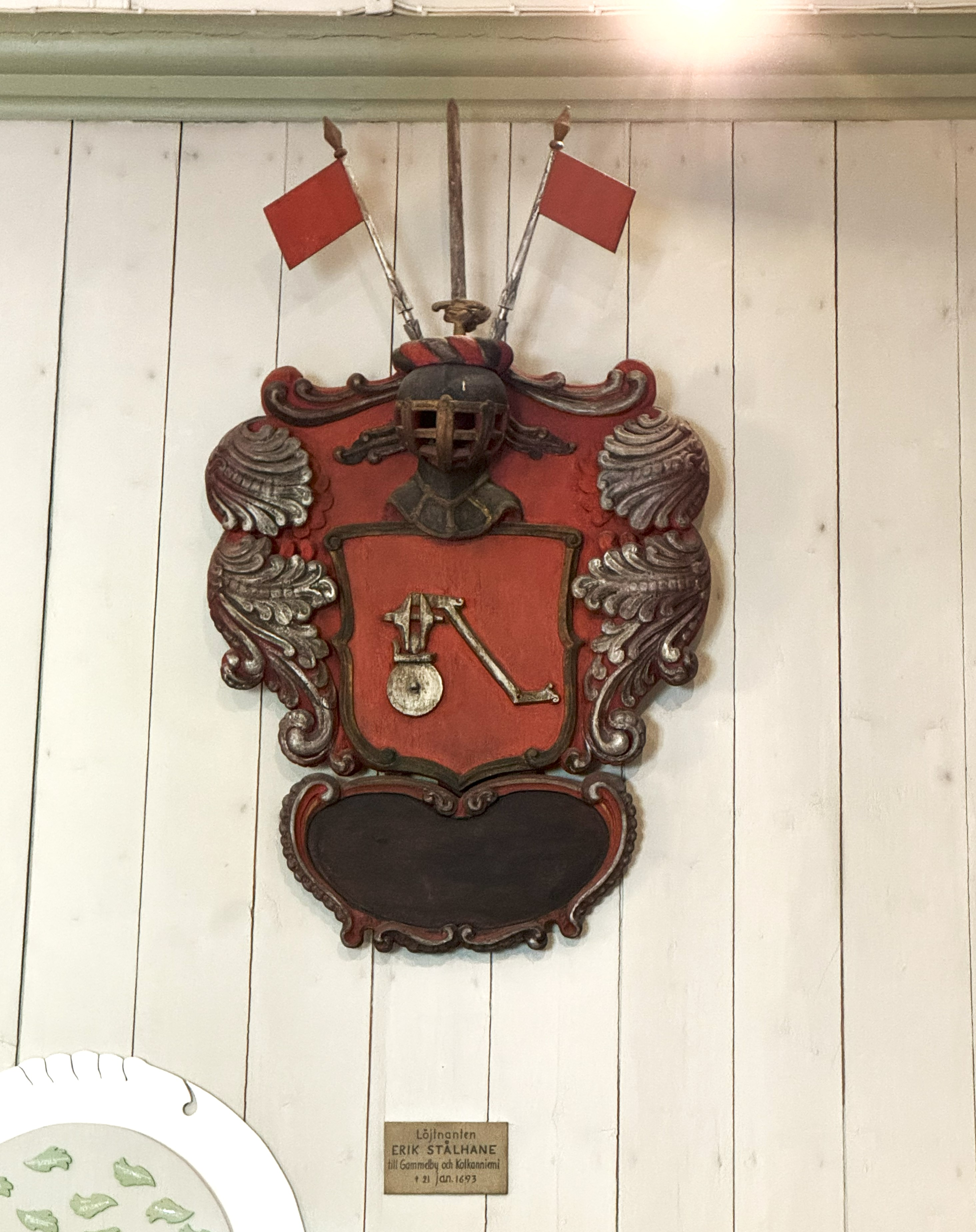
Epitafium av löjtnant Erik Stålhane (död 1693).
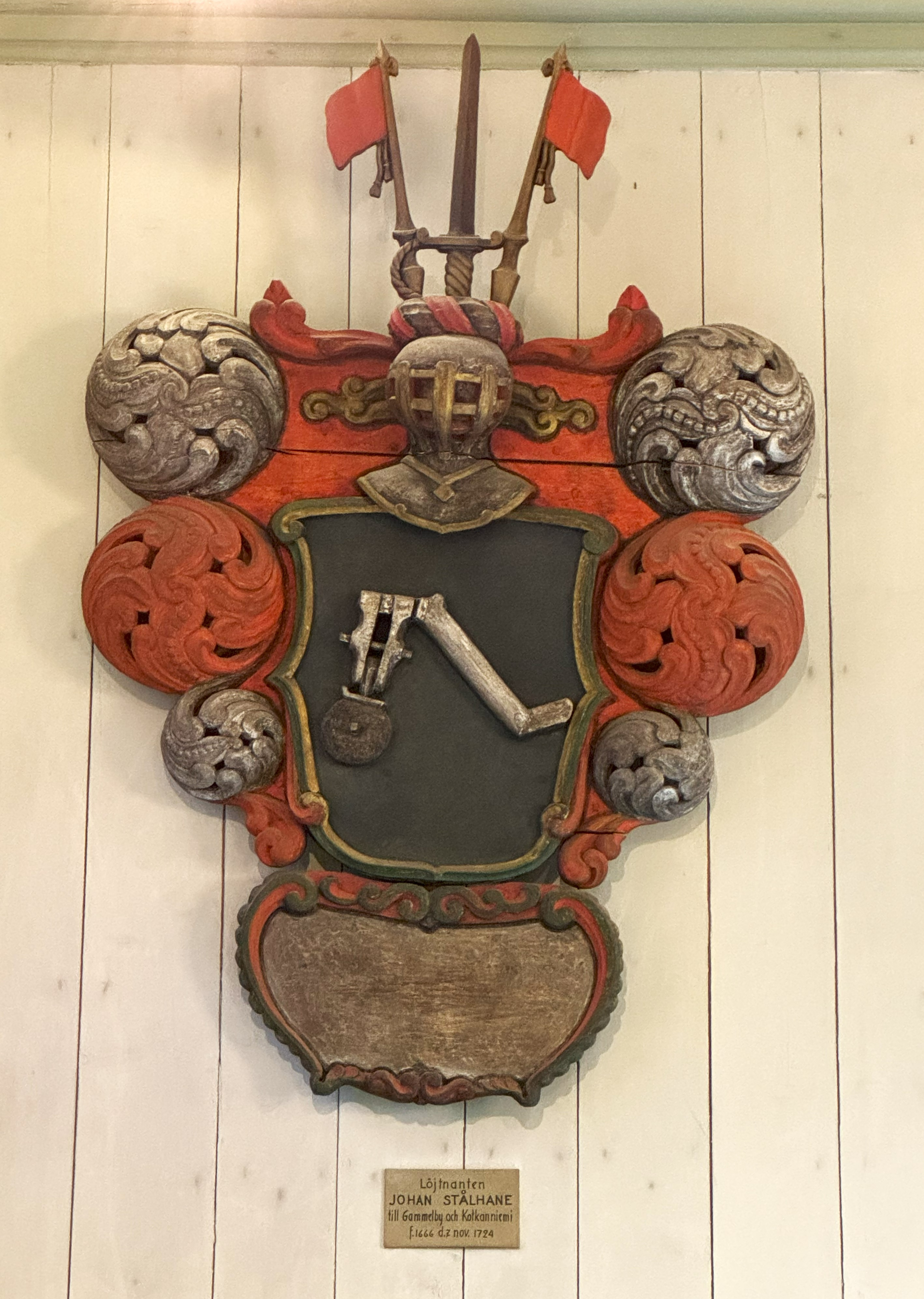
Epitafium av löjtnant Johan Stålhane (1666-1724).